# Manoach
Pour les articles homonymes, voir Manoa.
Manoach ou Manoah (hébreu : מנוח) transcrit souvent en français en Manué, est un personnage biblique de Tsorea (en) issu de la tribu de Dan qui apparaît dans le Livre des Juges. Il est le père de Samson. En hébreu, son nom signifie repos.

## Récit biblique
À l'époque du récit, les enfants d'Israël font encore ce qui déplaît à Dieu, qui les livre en représailles entre les mains des Philistins pendant quarante ans.

### Annonce de la naissance de Samson
L'ange de l'Éternel vient annoncer à la femme de Manoach, stérile, que celle-ci enfantera un fils qui « délivrera Israël de la main des Philistins ». Il lui annonce en outre qu'elle ne devra prendre « ni vin ni liqueur forte, et ne rien manger d'impur, parce que cet enfant sera consacré à Dieu dès le ventre de sa mère jusqu'au jour de sa mort ». Elle fait alors le récit de cette rencontre à son mari, qui à son tour va voir l'ange, ce dernier lui confirmant ce qui a été dit à sa femme.

### Le miracle
Manoach entreprend de faire un sacrifice avec un chevreau pour l'Éternel. Cependant, « comme la flamme montait de dessus l'autel vers le ciel, l'ange de l'Éternel monta dans la flamme de l'autel ». Il prend alors peur et dit à sa femme « nous allons mourir, nous avons vu Dieu », cette dernière le rassurant en lui disant que Dieu ne veut pas les faire mourir mais accepte au contraire leur offrande.
La sépulture de Manoach est entre Tsorea (en) et Eschthaol.